# شارمان ستار
شارمان ستار (بالإنجليزية: Charmane Star)‏ (مواليد 5 مايو 1979) هي ممثلة إباحية أمريكية، شاركت في أكثر من 300 فيلم منذ عام 1998.
في 2011 وضعتها مجلة كومبلكس في المرتبة الثامنة ضمن قائمتها لأكثر 50 ممثلة إباحية آسيوية إثارة في التاريخ.

## النشأة
ولدت في الفليبن ثم انتقت مع عائلتها إلى الولايات المتحدة.

## الجوائز
- 2017: عضوة في قاعة إيه في إن للمشاهير.[1]

## وصلات خارجية
- شارمان ستار على موقع IMDb (الإنجليزية)
- شارمان ستار على موقع قاعدة بيانات الفيلم (الإنجليزية)
- شارمان ستار على موقع كينوبويسك (الروسية)